# Up! (album)
 For alternative betydninger, se Up!. (Se også artikler, som begynder med Up!)
Up! er det fjerde studiealbum af den canadiske sanger Shania Twain. Det blev udgivet den 19. november 2002 via Mercury Nashville. Der udkom tre versioner af albummet; en popversion (rød CD), en countryversion (grøn CD) og en international udgave (blå CD) i indisk filmmusik-stil. Alle tre udgiver indeholder de samme numre, men har forskellige billeder (eksempelvis Twain iført en cowboyhat på den grønne country-disk). i USA debuterede Up! som nummer 1 på albumhitlisten med et salg på 874.000 eksemplarer. Den 23 september 004 blev Up! certificeret 11× Platin af RIAA, hvilket gør Twain til den eneste kvindelige kunstner der har haft tre på hinanden følgende albums der er blevet certificeret diamant i USA. Albummet blev promoveret via interviews og fjernsynsoptrædender, hvilket inkluderede en optræden under Super Bowl XXXVII. Derudover tog Twain på den succesfulde Up! Tour, som kom til Nordamerika og Europa.

## Spor
Alle sange er skrevet af Shania Twain og Robert John "Mutt" Lange. Længden på numrene svarer til det røde, grønne og blå album.
1. "Up!" – 2:53 / 2:53 / 3:14
2. "I'm Gonna Getcha Good!" – 4:29 / 4:29 / 4:34
3. "She's Not Just a Pretty Face" – 3:49 / 3:49 / 3:40
4. "Juanita" – 3:51 / 3:50 / 3:51
5. "Forever and for Always" – 4:43 / 4:43 / 4:52
6. "Ain't No Particular Way" – 4:25 / 4:25 / 4:27
7. "It Only Hurts When I'm Breathing" – 3:19 / 3:20 / 3:32
8. "Nah!" – 4:09 / 4:14 / 4:05
9. "(Wanna Get to Know You) That Good!" – 4:34 / 4:31 / 4:28
10. "C'est la Vie" – 3:43 / 3:39 / 3:36
11. "I'm Jealous" – 4:05 / 3:59 / 4:10
12. "Ka-Ching!" – 3:21 / 3:20 / 3:33
13. "Thank You Baby! (For Makin' Someday Come So Soon)" – 4:01 / 4:01 / 4:01
14. "Waiter! Bring Me Water!" – 3:20 / 3:20 / 3:37
15. "What a Way to Wanna Be!" – 3:36 / 3:33 / 3:33
16. "I Ain't Goin' Down" – 3:58 / 3:45 / 3:43
17. "I'm Not in the Mood (To Say No)!" – 3:26 / 3:26 / 3:23
18. "In My Car (I'll Be the Driver)" – 3:17 / 3:15 / 3:11
19. "When You Kiss Me" – 4:09 / 4:07 / 3:56

## Hitlister
| Hitliste (2002–04)             | Højeste placering |
| ------------------------------ | ----------------- |
| Australien (ARIA)              | 1                 |
| Østrig (Ö3 Austria)            | 2                 |
| Belgien (Ultratop Flanderen)   | 5                 |
| Belgien (Ultratop Vallonien)   | 9                 |
| Canadiske Albummer (Billboard) | 1                 |
| Danmark (Album Top-40)         | 5                 |
| Holland (Album Top 100)        | 8                 |
| European Albums (Top 100)      | 3                 |
| Finland (Musiikkituottajat)    | 20                |
| Frankrig (SNEP)                | 5                 |
| Tyskland (Offizielle Top 100)  | 1                 |
| Ungarn (MAHASZ)                | 13                |
| Irland (IRMA)                  | 3                 |
| Italien (FIMI)                 | 42                |
| Japanese Albums (Oricon)       | 14                |
| New Zealand (RIANZ)            | 1                 |
| Norge (VG-lista)               | 2                 |
| Portugal (AFP)                 | 8                 |
| Skotland (OCC)                 |                   |
| Spanish Albums (PROMUSICAE)    | 25                |
| Sverige (Sverigetopplistan)    | 8                 |
| Schweiz (Schweizer Hitparade)  | 2                 |
| Storbritannien (OCC)           | 4                 |
| UK Country Albummer (OCC)      | 1                 |
| US Billboard 200               | 1                 |
| US Country Albums (Billboard)  | 1                 |

| Hitliste                          | Placering |
| --------------------------------- | --------- |
| US Top Country Albums (Billboard) | 42        |

| Hitliste (2002)                              | Placering |
| -------------------------------------------- | --------- |
| Australian Albums (ARIA)                     | 74        |
| Belgian Albums (Ultratop Flanders)           | 76        |
| Danish Albums (Hitlisten)                    | 59        |
| Dutch Albums (MegaCharts)                    | 78        |
| French Albums (SNEP)                         | 48        |
| Norwegian Christmas Period Albums (VG-lista) | 6         |
| Swedish Albums (Sverigetopplistan)           | 71        |
| Swiss Albums (Schweizer Hitparade)           | 43        |
| UK Albums (OCC)                              | 37        |
| Worldwide Albums (IFPI)                      | 4         |
| Hitliste (2003)                              | Placering |
| Australian Albums (ARIA)                     | 36        |
| Austrian Albums (Ö3 Austria)                 | 6         |
| Belgian Albums (Ultratop Wallonia)           | 97        |
| Danish Albums (Hitlisten)                    | 52        |
| Dutch Albums (MegaCharts)                    | 30        |
| French Albums (SNEP)                         | 72        |
| German Albums (Offizielle Top 100)           | 5         |
| Hungarian Albums (MAHASZ)                    | 54        |
| Swiss Albums (Schweizer Hitparade)           | 5         |
| UK Albums (OCC)                              | 48        |
| US Billboard 200                             | 3         |
| US Top Country Albums (Billboard)            | 1         |
| Hitliste (2004)                              | Placering |
| Austrian Albums (Ö3 Austria)                 | 28        |
| German Albums (Offizielle Top 100)           | 42        |
| Norwegian Winter Period Albums (VG-lista)    | 2         |
| Swiss Albums (Schweizer Hitparade)           | 94        |
| US Billboard 200                             | 79        |
| US Top Country Albums (Billboard)            | 13        |